# 변발

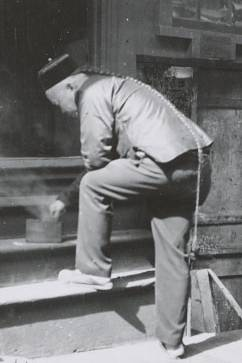
변발을 한 청년의 모습

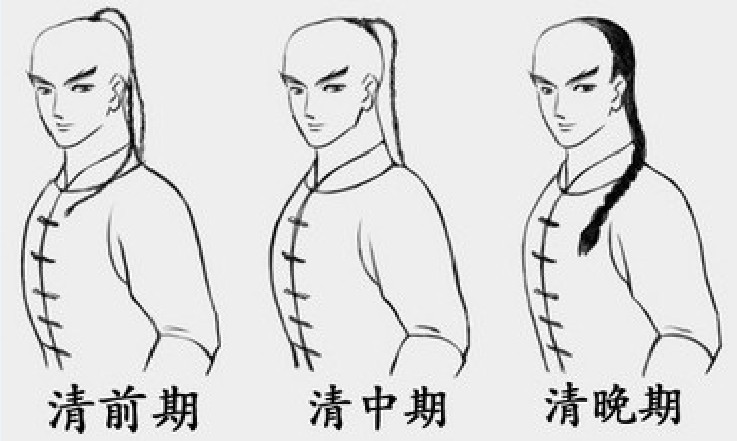
청나라 만주족의 변발

변발(辮髮) 또는 곤발(髡髮), 치발(薙髮)은 앞 머리털을 밀고 뒷 머리털만 남기고 땋는 몽골족(동호족, 선비족, 거란족)과 만주족(여진족) 머리매무새이다. 때때로 아메리카 토착민의 땋은 머리매무새나 일본의 존마게(丁髷)까지 포함하기도 한다.

## 모양
몽골 계통 민족(동호족, 선비족, 거란족, 몽골족)은 앞 머리털을 약간 남기고 옆 머리털을 양측으로 내려서 땋고 나머지 가운데 머리털은 미는 머리매무새를 하였다. 하나 말갈 계통 민족(여진족, 만주족)은 앞 머리털이고 가운데 머리털이고 옆 머리털이고 다 밀고 뒤 머리털만 아주 약간 남겨서 한쪽으로 내려서 땋았다. 몽골과 만주의 변발은 그 머리모양새가 두 갈래와 한 갈래로 달랐다. 티베트계 민족은 탕구트족만 유일하게 변발을 했다.

## 역사
변발은 만주에 살던 몽골 계통 부족과 말갈 계통 부족이 즐겨하던 머리매무새이다. 몽골 계통인 선비족도 변발하였다고 하니 변발의 역사는 짧게 쳐도 기원전 1세기까지 올라간다.
몽골 제국이 고려를 지배한 시기에는 고려의 지배계급을 위시해 일부 백성도 몽골의 풍습을 따라하고자 몽골식 변발하였다. 그후 공민왕이 몽골식 변발을 금지하였다.

### 청나라의 변발
1644년, 이자성의 봉기로 명 왕조가 멸망하고, 이에 만주족의 청(후금)이 장성 남쪽으로 진입해 들어 왔고, 오삼계의 도움으로 산해관을 넘어 북경을 점령하는데 성공한다.
청 왕조 제3대 황제 순치제의 섭정이 된 도르곤은 청의 중국 지배를 공고히 하기 위해, 나아가 만주족 지배 권력에 대한 복속이냐 반역이냐를 구별하기 위해 한족 남성을 대상으로 하는 치발령(薙髮令)을 선포, 그것을 만주인에 대한 복종의 증거로 삼았다.
중화사상이 뿌리깊었던 한족들이 극심하게 반발하여 이 정책을 일시적으로 중단했지만, 이듬해인 1645년 다시금 치발령을 선포, 변발 강제를 단행하였다. 이것을 중국어로 치발이복(薙髮易服, 薙发易服)이라 지칭한다.
청 왕조는 변발을 거부하는 자에게는 사형을 선고했고, "목을 남겨놓고 싶다면 머리털을 남겨두지 마라. 머리털을 남겨두겠다면 목을 남겨두지 않겠다"(留頭不留髮, 留髮不留頭)며 변발을 철저하게 강제적으로 밀어 붙였다.
유교(儒教)의 전통적인 사고방식에서는 머리칼을 비롯한 신체를 훼손하는 것은 「불효」로 여겨져 금기시되었으므로 저항하는 자들도 속출하였다. 하지만 청 왕조는 변발을 행한 자에 대해서는 「머리를 깎음으로서 우리를 따르는 자는 모든 것을 인정하고 양보해 주겠다」라며 기존 한족의 생활 방식을 따르는 것을 인정하였으며, 과거(科挙) 응시 자격도 주었다. 청 왕조는 한족이 변발을 죽기보다 싫어한다는 것을 잘 알았으므로 이러한 「치발령」을 다시금 발령했고, 어떤 의미에서 그것은 청 왕조에게 있어서는 '피아식별'를 위한 것으로서 그 이상 효과적일 수 없었다. 다만 한족 가운데는 이를 「오랑캐 풍습」이라며 꺼리고 심지어 자결하는 사람도 있었다.
승려나 도사가 되는 자도 많았는데 이는 승려나 도사에 대해서는 변발이 면제되었기 때문이다. 특히 도교의 도사들은 한족의 전통 상투까지 틀 수 있었고 명나라 의복과 상투를 유지할 수 있었다. 이는 십종십부종의 여섯번째 원칙에 따른 것이기도 했으며 도교의 지도자 장천사와 명말청초의 유력 도사인 왕상월(王常月)이 순치제에게 가서 입을 모아 설득해 쟁취한 결과였다.
이어 청 왕조의 중국 지배가 안정됨에 따라 변발이 보급되어 19세기에는 한족 사회에서 변발이 「중국적인 관습」으로 보일 정도가 되었다. 만주인의 변발은 정수리 부분의 머리카락만 짧게 남겨놓고 모두 밀어 버리는 것이었는데, 청 왕조 말기에는 뒤통수를 덮을 정도로 머리를 남겨 두었고 청나라 말기에는 정수리를 깎지 않거나 간혹 땋은 머리를 자르는 등 많은 사람들이 머리카락에 관한 청법을 위반하고 있었다. 그러나 대부분 땋은 머리의 형태는 유지했다. 도리어 만주족의 변발이 차츰 이러한 한족의 변발에 가깝게 변해 갔다. 명이 멸망한 뒤에 기존 명 왕조의 의관 제도를 그대로 고수했던 조선의 연행사(燕行使)들은 이러한 한족들의 머리 모양을 썩 좋아하지 않았고, 이를 오랑캐에 물들었다며 매도하였다.

### 중화민국 설립 이후
1911년 쑨원은 신해혁명을 일으켜 청나라를 전복시키고 중화민국을 수립했다. 그와 함께 청말에 생겼던 전변운동(剪辮運動:변발을 자르자는 운동)이 활발해졌고 마침내 쑨원의 중화민국 임시정부는 1912년 3월 5일 공보(公報) 제29호(大總統令內務部曉示人民一律剪辮文:대총통령내무부효시인민일률전변문)를 발표해 중국 전역에서 변발을 모두 잘라버릴 것을 명령한다.
이에 많은 한족들은 환호했고 중국 전역에서 수많은 사람들이 변발을 자르기 시작했다. 전변은 주로 군의 주도로 이루어졌으며, 혁명가들은 거리로 나가 선전과 교육을 실시하여 모두에게 땋은 머리를 자르도록 설득했다. 그럼에도 땋은 머리를 잘랐을 경우 청나라 정부에게 참수당할 것을 우려했던 사람들과 역사와 전통 등 여러 가지 이유로 여전히 많은 이들이 따르지 않았고 이에 중화민국은 지속적으로 전변을 추진했다. 그 결과 변발은 점차 중국인들 사이에서 사라지게 된다.

## 명칭
중국어에서 단어 변발(辮髮, 辮发)은 땋은 머리라는 뜻이다. 그러기에 중국 여자가 머리를 땋으면 그게 중국에서는 변발이 되는 셈이다. 한국어에서 말하는 변발은 중국어에서 곤발(髡髮, 髡发)이라고 더 정확하게 표현한다. 중국어에서는 변발 범주에 곤발이 속한다. 다만 한국어에서 변발이라는 한자어를 받아들일 때 땋은 머리라는 원래 뜻은 버리고 오랑캐들의 머리 모양이라 받아들인 것이다.

## 같이 보기
- 치파오
- 전족
- 한푸
- 트윈테일

1. 1 2 3 4  (일본어) 『薙髪令』  - 고트뱅크
2. 1 2 3 4 5  石橋（2000）pp.118-120
3. ↑  만인과 한인은 모두 머리를 깎고 호복(胡服)을 입는데, 머리의 사면은 깎아 버리고 가운데 긴머리는 묶어서 뒤로 늘어뜨린다. 몽골은 머리를 모두 깎고 승니(僧尼)도 마찬가지이다. 유구(琉球 류큐. 현재 일본의 최남단에 있는 오키나와의 옛 이름)ㆍ회자(回刺)는 모두 머리를 깎지 않고 높이 상투를 틀며, 소위 도사(道士)라는 자들 역시 그렇게 한다.
4. ↑  유종석도부종(儒從釋道不從) : 유가는 만주족을 따르되, 불교/도교는 원래 한족의 습관대로 하고 만주족을 따르지 않는다.
5. ↑  愛新覚羅ウルヒチュン（1996）
6. ↑  夫馬進（2015）p.458